# Ricardo Boléo
Ricardo Boléo (Lisboa, 13 de dezembro de 1984), é um escritor, encenador e dramaturgista português.

## Biografia
Ricardo nasceu em 1984, em Lisboa, Portugal. Entre 2009 e 2010, ele frequentou a Universidade Federal da Bahia, onde estudou Comunicação, História, Letras e Teatro; em 2011, frequentou a Faculdade de Letras da Universidade de Coimbra, onde foi licenciado em Estudos Artísticos. E em 2013, ele frequentou a Escola Superior de Teatro e Cinema, onde fez mestrado em Teatro, com especialização em Artes Performativas, e Escritas de Cena.
Em 2013, ele cofundou uma associação cultural, UMCOLETIVO. É formador nas áreas de iniciação à prática teatral, escrita para teatro e dramaturgia, tendo orientado formações para crianças e adultos em Portugal, Brasil e Cabo Verde.[carece de fontes?]
Em sua carreira como escritor, publicou em 2007, Segredos, em 2010, Quem Não Dormiu e, em 2013, Memórias de Sal. Realizou a última entrevista concedida pelo dramaturgo Jaime Salazar Sampaio, publicada pela revista Os Meus Livros (2010). Escreveu diversos textos acerca de arte e cultura para publicações regionais e nacionais, destacando-se os ensaios "Travessias em Teatro" na revista Ensaios de Teatro 2 (2013) e "Pedra-de-toque – a palavra na mensura do gesto magistral" na primeira edição de Inércia de Fernando Pessoa (2014). A cantora Olívia Genesi criou uma música usando seu poema, mágoa em 2014.[carece de fontes?]
Na carreira do teatro publicou a mais terna ilusão (2023), A Rainha de Trapos (2013), Éter (2013) e um volume com os textos Fuga [sem saída] e Temperantia – Estou de dieta! (2011), sendo este último encenado por Teresa Côrte-Real (Teatro da Trindade, 2009). No Brasil publicou Nóbrega (2010) do qual são realizadas leituras dramatizadas no Teatro Gamboa Nova em Salvador. O seu texto Terra é lido no âmbito das Leituras no Mosteiro organizadas pelo Centro de Documentação do Teatro Nacional São João no Porto (2013).[carece de fontes?]
Trabalhou como dramaturgista, encenador e intérprete em várias peças de teatro como, por exemplo, Éter (Teatro Turim, 2013), A Rainha de Trapos (Teatro Turim, 2013), a mais terna ilusão (Teatro Turim, 2013), Do Amor (Teatro Turim, 2014), Inércia (Primeiros Sintomas, 2014), Cântico (Animatógrafo do Rossio, 2014), silêncio (Armazéns Abel Pereira da Fonseca, 2015), A morte do Príncipe (Teatro da Trindade, 2016), #Emigrantes (Teatro da Trindade, 2019) e Invencível Armada (São Luiz Teatro Municipal, 2023).[carece de fontes?]
Em 2014, ele foi atribuído à Bolsa Jovens Criadores CNC/IPDJ, e é premiado no Prémio de Conto Leonel Coelho em 2023.[carece de fontes?]

## Obras
As obras do escritor são:[carece de fontes?]
- BOLÉO, Ricardo (2024), Girassol à Lua. Lisboa: edição de autor.
- BOLÉO, Ricardo (2023), a mais terna ilusão. Coleção Cénica. Lisboa: não (edições).
- BOLÉO, Ricardo; TERRINCA Cátia (2013), A Rainha de Trapos, Lisboa: Fonte da Palavra.
- BOLÉO, Ricardo; TERRINCA, Cátia (2013), Éter. Coleção Dramaturgos Portugueses Contemporâneos. Amadora: Escola Superior de Teatro e Cinema.
- BOLÉO, Ricardo (2013), memórias de sal. Lisboa: Fonte da Palavra.
- BOLÉO, Ricardo (2011), Temperantia – Estou de dieta! & Fuga [sem saída], Lisboa: Fonte da Palavra.
- BOLÉO, Ricardo (2010), Quem Não Dormiu, Coimbra: Temas Originais.
- BOLÉO, Ricardo (2007), Segredos, Lisboa: Editorial Minerva.

## Outros trabalhos publicados
Os trabalhos realizados pelo dramaturgo são:[carece de fontes?]
- BOLÉO, Ricardo; TERRINCA, Cátia (2024); Prefácio in Orlanda Amarílis , Contos, Coleção Ventriloquia, Lisboa: Tigre de Papel.
- BOLÉO, Ricardo; TERRINCA, Cátia (2024); Prefácio in Maria Mello Giraldes, Obra Reunida, Coleção Ventriloquia, Lisboa: Tigre de Papel.
- BOLÉO, Ricardo; TERRINCA, Cátia (2024); Prefácio in Pedro Sete, Cartas e Letras de Pedro Sete, Coleção Ventriloquia, Lisboa: Tigre de Papel.
- BOLÉO, Ricardo; TERRINCA, Cátia (2024); Prefácio in Maria João Carvalho, Depois de Marte, Coleção Ventriloquia, Lisboa: Tigre de Papel.
- BOLÉO, Ricardo.
- BOLÉO, Ricardo; TERRINCA, Cátia (2023); Prefácio in Luísa Demétrio Raposo, O Fogo do Fogo no Fogo, Coleção Ventriloquia, Lisboa: Tigre de Papel.
- BOLÉO, Ricardo; TERRINCA, Cátia (2023); Prefácio in Alice Sampaio, Penelope A Infanta - Vol. I e II, Coleção Ventriloquia, Lisboa: Tigre de Papel.
- BOLÉO, Ricardo; TERRINCA, Cátia (2023); Prefácio in Maria da Graça Varella Cid, Poesia Incompleta, Coleção Ventriloquia, Lisboa: Tigre de Papel.
- BOLÉO, Ricardo (2021), A criação dramatúrgica e a encenação a partir do teatro estático de Fernando Pessoa In Sinais de Cena II, nº 5, pp. 58 a 74.
- BOLÉO, Ricardo (2021), #Emigrantes In I Encuentro de Teatro Iberoamericano en Madrid – Obras Teatrales, Lecturas Dramatizadas, Mesas Redondas y Novedades Editoriales presentadas en Circular 2019, Associación Cultural Artistas Y. Ediciones, p. 15.
- BOLÉO, Ricardo (2019), Francisco de Paiva Boléo – absoluto no ouvido de um povo. In Francisco de Paiva Boléo – Um Hino para a Vida, Filarmónica Idanhense, pp. 5 a 15.
- BOLÉO, Ricardo (2018), biladi; Fado; mátria e Travessia. In OPUS – selecta de poesia em Língua Portuguesa, Coimbra: Temas Originais, pp. 106 a 109.
- BOLÉO, Ricardo (2014), Pedra-de-toque – a palavra na mensura do gesto magistral. In Luísa Monteiro (ed.), Inércia, Cama de gato edições, pp. 38 a 41.
- BOLÉO, Ricardo; TERRINCA Cátia (2013), Travessias em Teatro. In Ensaios de Teatro 2, pp. 40 e 41.
- BOLÉO, Ricardo (2013), carta dos amantes intocáveis. In Antologia de Poesia Contemporânea Entre o Sono e o Sonho - Vol IV, Tomo II, Lisboa: Chiado Editora, pp. 519 e 520.
- BOLÉO, Ricardo (2012), corsário In Antologia de Poesia Contemporânea Entre o Sono e o Sonho - Vol III, Lisboa: Chiado Editora, pp. 400 e 401.
- BOLÉO, Ricardo (2012), “A Farsa da Rua W” está de regresso a Lisboa. In P3.
- BOLÉO, Ricardo (2012), Herodíades, onde a sexualidade e o catolicismo se encontram. In P3.
- BOLÉO, Ricardo (2011), Quem Não Dormiu. In Ano de 2010 / II Antologia Temas Originais, Coimbra: Temas Originais.
- BOLÉO, Ricardo (2010), Produzir arte para as crianças de HOJE!. In Comércio do Seixal e Sesimbra, edição nº 108, p.3.
- BOLÉO, Ricardo (2010), Nóbrega. In Algumas Confissões da Bahia, Salvador: JM Gráfica e Editora.

## Teatro
Espetáculos em que participou:[carece de fontes?]
- Inseta; dramaturgia (2024)
- Memória da Matéria: A Passagem; dramaturgia (2024)
- A Paz é a Paz; dramaturgia (2024)
- Decadência; dramaturgia (2023)
- Penélope, Vol II - Floração; dramaturgia (2023/24)
- Penélope, Vol. I - Sementeira; dramaturgia (2023/24)
- Invencível Armada; dramaturgia (2023)
- Mil e Uma Noites; dramaturgia (2023/24/25)
- Estados Eróticos Imediatos; dramaturgia (2022)
- #Emigrantes; dramaturgia e encenação (2019)
- A morte do Príncipe; dramaturgia e encenação (2016/17)
- Uma escuridão bonita; dramaturgia (2015)
- silêncio; dramaturgia e direção de atores (2015)
- cântico; dramaturgia e direção de atores (2014)
- radiografia de um nevoeiro imperturbável; dramaturgia (2014/15)
- Casa: escombros de um futuro; autoria de texto (2014)
- O herói tem dói-dói; autoria de texto e direção de atores (2014)
- Inércia; dramaturgia e direção de atores (2014/15)
- Do Amor; coordenação dramatúrgica, interpretação e cocriação (2014)
- a mais terna ilusão; dramaturgia e cocriação (2013/14/15)
- A Rainha de Trapos; autoria de texto, interpretação e cocriação (2013/14)
- Éter; autoria de texto, interpretação e cocriação (2013)
- Diagonais; autoria de texto e cocriação (2013)
- Temperantia – Estou de dieta!; autoria de texto (2009)
- Ionesco’s; interpretação (2002)
- Ópera Atanor; interpretação (2001)